# Ruhollah Khaleghi

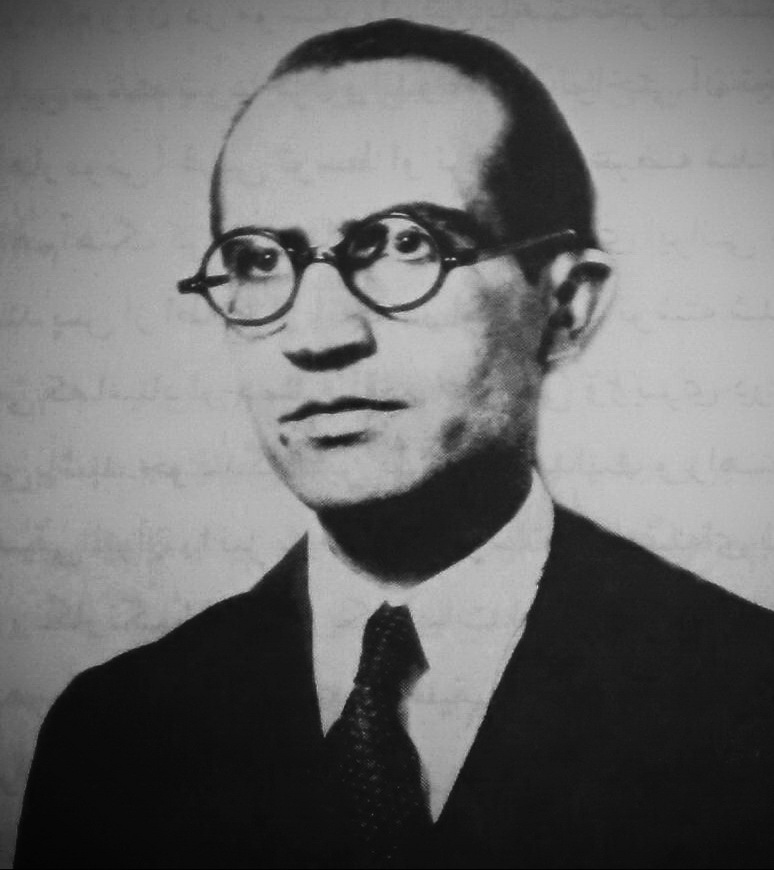

Rouhollah Khaleghi (Perzisch: روح الله خالقی), ook Ruhollah Khaleqi.
(18 september 1906, Kerman, Perzië - 12 november 1965, Salzburg, Oostenrijk) is een Perzische componist en muziektheoricus.
Khaleghi studeerde aan de Vaziri Muziekschool in Teheran.
Hij is de stichter van het nationaal Perzisch conservatorium (Honarestan-e Mousighie Melli). Een van Zijn bekendste werk is het boek "De geschiedenis van de Perzische muziek" (Sargozasht-e musighi-ye Iran), gepubliceerd in 1956.
Hij was ook de componist van het onofficiële Perzische volkslied (Ey Iran), tekst door Hossein Golgolab.